# Artur Terré i Tornamira
Artur Terré i Tornamira (Torelló, Osona, 1897 - Sant Boi de Llobregat, Baix Llobregat 1986) va ser director de la Fàbrica Tèxtil Can Massallera i inventor.
Va ser el tercer fill d'Antoni Tornamira i Teixidor, nascut a Vinyoles d'Orís, de professió muntador i director d'indústries tèxtils de la vega del Ter. Entre 1913 i 1919 la família Terré i Tornamira va marxar a Lisboa, on el pare de família fou contractat per tal de muntar una gran fàbrica de capital anglès, La Grandella. Amb 16 anys, l'Artur, que era ajudant del seu pare, va tenir la seva primera ocupació de responsabilitat en anar a Londres per tal d'aprendre el funcionament de les noves màquines. Retornat a Catalunya l'Artur, amb 22 anys, va iniciar una aventura empresarial a partir de la invenció d'una màquina per al bobinatge de rodets de fil per a les màquines de cosir domèstiques.
L'any següent, el 1923, li ofereixen de fer-se càrrec del taller mecànic de "Can Massallera", la fàbrica de filats de Sant Boi de Llobregat. Poc després va assumir la direcció de l'empresa Hilaturas Gossypium SA - Can Massallera, fàbrica que va arribar a tenir 7500 fusos i va donar treball a més de cent persones. Va dirigir la fábrica de Can Massallera ininterrompudament, fins i tot durant la guerra civil, fins al seu tancament, el 1973. A Sant Boi va formar família amb Marina Marcellés i Baucells, nascuda a Ripoll. Va tenir dos fills, Ricard Terré Marcellés i Adelaida.
Al llarg d'aquests 50 anys d'activitat, Artur Terré desenvolupà nombroses patents de millora dels procediments industrials, implementades també en la indústria tèxtil a França i als Estats Units.
L'any 1970, el Ministeri de Treball, li concedí la Medalla de Plata al Mérito en el Trabajo.